# Anolis pseudopachypus
Anolis pseudopachypus — вид ящірок родини Dactyloidae. 

## Поширення
Цей вид є ендеміком Панами. Відомий лише у типовому місцезнаходженні- гори Табасара (Serranía de Tabasará) на південному заході країни.

## Опис
Голотип сягав завдовжки 41 мм.